# Masai Russell
Masai Russell, född 17 juni 2000, är en amerikansk friidrottare som tävlar i häcklöpning.
Russell kom på första plats på 100 meter häck vid de amerikanska OS-uttagningarna och representerade USA  vid OS 2024 där hon tog guld på 100 meter häck.